# Luže
Luže är en stad i Tjeckien.   Den ligger i distriktet Okres Chrudim och regionen Pardubice, i den centrala delen av landet, 120 km öster om huvudstaden Prag. Luže ligger 306 meter över havet och antalet invånare är 2 591.
Terrängen runt Luže är huvudsakligen platt, men österut är den kuperad.Runt Luže är det ganska tätbefolkat, med 90 invånare per kvadratkilometer. Närmaste större samhälle är Vysoké Mýto, 11,6 km nordost om Luže. Trakten runt Luže består till största delen av jordbruksmark.